# FDP-Bundesparteitag 1959
Koordinaten: 52° 29′ 0″ N, 13° 25′ 0″ O
Den Bundesparteitag der FDP 1959 hielt die Freie Demokratische Partei vom 21. bis 23. Mai 1959 in West-Berlin ab. Es handelte sich um den 10. ordentlichen Bundesparteitag der FDP in der Bundesrepublik Deutschland.

## Verlauf und Beschlüsse
Der Parteitag beriet u. a. über die „Berliner Erklärung“ zur Deutschlandpolitik, die Wahl des Bundespräsidenten in der Nachfolge von Theodor Heuss und die Kandidatur von Max Becker. Außerdem fasste er Beschlüsse zur Sozial- und zur Innenpolitik.
Der Parteivorsitzende Reinhold Maier und seine Stellvertreter Mende, Kohut und Leverenz wurden in ihren Ämtern bestätigt.

## Bundesvorstand
Dem Bundesvorstand gehörten nach diesem Parteitag an:
| Vorsitzender                 | Reinhold Maier |
| Stellvertretende Vorsitzende | Erich Mende, Oswald Adolph Kohut, Bernhard Leverenz |
| Schatzmeister                | Hans Wolfgang Rubin |
| Beisitzer                    | Thomas Dehler, Max Becker, Wolfgang Döring, Hans Schäfer, Erich Schwertner, Ewald Bucher, Herta Ilk, Walter Scheel, Hans-Günter Hoppe, Gerhard Daub, Eduard Leuze, Ernst Achenbach, Walter Erbe |
| Mitglied per Amt             | Hans Lenz (Vorsitzender der Bundestagsfraktion) |
| Vertreter der Landesverbände | Wolfgang Haußmann (Baden-Württemberg), Albrecht Haas (Bayern), Rudolf Will (Berlin), Georg Borttscheller (Bremen), Edgar Engelhard (Hamburg), Wolfgang Mischnick (Hessen), Carlo Graaff (Niedersachsen), Willi Weyer (Nordrhein-Westfalen), Fritz Glahn (Rheinland-Pfalz), Heinrich Schneider (Saarland), Wilhelm Jentzsch (Schleswig-Holstein) |
| Ehrenpräsidentin             | Marie-Elisabeth Lüders |